# Pavel Pustějovský
Pavel Pustějovský (* 17. ledna 1972 Nový Jičín) je český politik a manažer, v letech 2017 až 2021 poslanec Poslanecké sněmovny PČR, v letech 2016 až 2020 zastupitel Zlínského kraje, v letech 2014 až 2017 zastupitel a radní města Valašské Meziříčí, bývalý člen ODS, poté člen hnutí ANO 2011.

## Život
Pracoval jako výrobní ředitel akciové společnosti DEZA, která patří pod koncern Agrofert (od prosince 2016 je členem představenstva firmy). Od března 2015 je členem představenstva akciové společnosti Pražská plynárenská Holding a od června 2015 pak členem představenstva akciové společnosti Pražská energetika.
Pavel Pustějovský žije ve městě Valašské Meziříčí v okrese Vsetín. Je ženatý, má dvě děti. Mezi jeho záliby patří turistika, cyklistika a lyžování.

## Politické působení
V minulosti byl členem ODS, za niž kandidoval v komunálních volbách v roce 2010 do Zastupitelstva města Valašské Meziříčí, ale neuspěl. Později z ODS vystoupil a v roce 2014 se stal členem hnutí ANO 2011, jehož krajské organizaci ve Zlínském kraji předsedá. Pracuje též jako manažer celého hnutí.
V komunálních volbách v roce 2014 byl za hnutí ANO 2011 zvolen zastupitelem města Valašské Meziříčí. V listopadu 2014 se stal navíc radním města. Kvůli velkému pracovnímu zaneprázdnění však v lednu 2017 na funkce zastupitele i radního rezignoval. V krajských volbách v roce 2016 byl zvolen za hnutí ANO 2011 zastupitelem Zlínského kraje. Ve volbách v roce 2020 mandát obhajoval, ale neuspěl.
Ve volbách do Poslanecké sněmovny PČR v roce 2017 byl za hnutí ANO 2011 zvolen poslancem ve Zlínském kraji, a to z druhého místa kandidátky. Ve volbách do Poslanecké sněmovny PČR v roce 2021 již nekandidoval.